# Сабатиновка
Сабати́новка (укр. Сабатинівка) — село в Благовещенской городской общине Голованевского района Кировоградской области Украины.
До 2020 года входило в Благовещенский район
Население по переписи 2020 года составляло 918 человек. Почтовый индекс — 26434. Телефонный код — 5259.
По селу Сабатиновка получила название сабатиновская культура бронзового века.

## История
В 1945 г. Указом ПВС УССР села Сабатиновка, Ново-Сабатиновка, Старо-Сабатиновка, Соболевка и Сабатиновка-Главная объединены в один населенный пункт село Саботиновка.